# Leptocerus bosei
Leptocerus bosei är en nattsländeart som beskrevs av Douglas E. Kimmins 1963. Leptocerus bosei ingår i släktet Leptocerus och familjen långhornssländor. Inga underarter finns listade i Catalogue of Life.